# VV Oirschot Vooruit
VV Oirschot Vooruit is een Nederlandse voetbalclub uit de plaats Oirschot (gemeente Oirschot, provincie Noord-Brabant). De vereniging heeft diepe wortels in de Oirschotse gemeenschap en werd opgericht op 27 juni 1937. VV Oirschot Vooruit telt circa 850 leden en is aangesloten bij de KNVB. Lokale en gemeentelijke derby's en speciale wedstrijden worden voor de lagere amateurklasse begrippen goed bezocht en toeschouwersaantallen van tussen de 600 en 1.500 personen kunnen dan ook gehaald worden in deze wedstrijden.

## Geschiedenis
Op 27 juni 1937 werd SOA (Samenspel Overwint Alles) opgericht. De naam is ergens tussen het jaar 1945 en 1950 veranderd in RKVV Oirschot Vooruit (later besloot men VV Oirschot Vooruit aan te houden in plaats van RKVV Oirschot Vooruit). De oprichters, van de toen 21 leden tellende club, waren voorzitter A. van Rooij, penningmeester C. Meurs en secretaris Fr. Laenen. De geestelijke adviseur was kapelaan Janssens.
In het begin werden de wedstrijden gespeeld op het veld langs de Wintelresedijk en in de Theetuin. In het seizoen 1937/1938 werd gestart met een elftal in de 3e klasse van de afdeling Noord-Brabant van de KNVB.
In het jaar 1960 verhuisde Oirschot Vooruit opnieuw naar het industrieterrein waar het eigenaar werd van 2 voetbalvelden. Gezien het groeiende ledenaantal was dat geen overbodige luxe. De gemeente Oirschot vond het in eerste instantie niet noodzakelijk om de club te helpen zoeken naar een nieuwe locatie voor het sportpark. De clubleden waren het hier echter niet mee eens en maakten een demonstratietocht naar het gemeentehuis. Uiteindelijk werd dus toch ingestemd met de 2 velden, kleedkamers met douches en een trainingsveld. Daarnaast kwam er ook een kleine kantine.
In 1969 werd Gemeentelijk Sportpark Moorland officieel geopend. De accommodatie was na 23 weken door de clubleden gerealiseerd onder de bezielende leiding van Henk Meeuwis. Deze periode gaat ook als beste periode van VV Oirschot Vooruit de geschiedenis in. Er waren namelijk kampioenschappen in het seizoen 1969-1970 en in het seizoen 1971-1972. Het vaandelteam (eerste elftal) promoveerde in 2 jaar naar de 2e klasse. Dit was in haar bestaan nog niet voorgekomen.
In 1977 werd nogmaals een kampioenschap behaald onder leiding van trainer Henk Nihot. Het ledenaantal bleef groeien en de club werd groter en groter. Op het laatst was sportpark Moorland zelfs te klein. In 1980 werd de accommodatie uitgebreid. Men kreeg 8 kleedkamers en ook de kantine kreeg een grote opknapbeurt. Ook de scheidsrechters kregen hun eigen kleedkamer.
Nog steeds is Oirschot Vooruit een bloeiende club met vele jeugd- en seniorenleden. Het eerste elftal speelt in de 4e klasse KNVB. Op 27 april 2008 promoveerde de club vanuit de 4e klasse naar de 3e klasse. Een seizoen later (2008/09) degradeerde de club weer naar de vierde klasse. In het seizoen 2009/10 lukt het de club niet om weer te promoveren via de afgedwongen nacompetitie.
In het seizoen 2015/16 promoveerde de club via een kampioenschap naar de 2e Klasse. In seizoen 2016/2017 werd het kampioenschap in de 2de klasse behaald en promoveerde Oirschot Vooruit naar de 1ste klasse KNVB. Een niveau waarop het vaandelteam van de club nog nooit is uitgekomen. Het eerste seizoen 1ste Klasse (2017/2018) werd afgesloten met een 7e plaats.

## Sportcomplex
Het sportpark van VV Oirschot Vooruit heeft de naam Sportpark Jumbo Moorland, en wordt gesponsord door de supermarktketen Jumbo. Het complex telt 5 wedstrijdvelden en 2 trainingsvelden. Het hoofdveld beschikt over een tribune met daarop 414 overdekte zitplaatsen. Er zijn 12 kleedlokalen waarvan er zich 8 onder de tribune bevinden. De kantine werd in het seizoen 2006-2007 geheel opgeknapt en in het jaar 2008 werden er enkele panna veldjes geopend door profvoetballer Heurelho Gomes (toen spelend bij PSV). Het sportpark staat sinds 22 september 2010 onder de naam Sportpark Jumbo Oirschot bekend na naamsponsoring van deze supermarktketen. In 2019 ging het sportpark wederom op de schop en verrees er o.a. een nieuwe kantine.

## Erelijst
Het eerste elftal van VV Oirschot Vooruit behaalde in haar historie 12 kampioenschappen.
De seizoenen waarin Oirschot Vooruit 1 kampioen werd:
- 1937-1938,
- 1938-1939,
- 1943-1944,
- 1951-1952,
- 1955-1956,
- 1964-1965,
- 1969-1970,
- 1971-1972,
- 1977-1978,
- 1995-1996,
- 2007-2008,
- 2015-2016,
- 2016-2017

## Competitieresultaten 1946–2020
| 8 4D |

| 8 4C |

| 11 4C |

| 10 4B |

|  |

|  |

|  |

|  |

|  |

|  |

|  |

| 9 4E |

| 7 4E |

| 10 4E |

| 11 4E |

|  |

|  |

|  |

|  |

|  |

| 7 4E |

| 3 4E |

| 2 4E |

| 6 4E |

| 1 4E |

| 3 3C |

| 1 3A |

| 12 2A |

| 14 2A |

| 10 3A |

| 8 3B |

| 11 3B |

| 1 4E |

| 6 3B |

| 10 3B |

| 11 3B |

| 2 4E |

| 10 4E |

| 4 4E |

| 5 4E |

| 3 4E |

| 6 4E |

| 3 4E |

| 7 4E |

| 8 4D |

| 3 4E |

| 11 4D |

|  |

|  |

|  |

|  |

| 5 4E |

| 11 4E |

| 4 5D |

| 6 5D |

| 6 5G |

| 7 4G |

| 7 4H |

| 7 4H |

| 2 4H |

| 4 4H |

| 2 4G |

| 1 4H |

| 10 3D |

| 3 4H |

| 9 4H |

| 5 4G |

| 2 4G |

| 9 3D |

| 5 3D |

| 1 3D |

| 1 2F |

| 7 1C |

| 12 1C |

| -- 2F |

| - 2H |

| Eerste klasse | Tweede klasse | Derde klasse | Vierde klasse | Vijfde klasse |

In elke staaf van de grafiek staat van boven naar beneden vermeld: 
- Eindnotering

Dit is de positie die de club heeft bereikt in de competitie, zonder eventuele beslissings-, play-off- of nacompetitiewedstrijden die nodig zijn geweest om bijvoorbeeld de kampioen van de competitie te bepalen.
Indien een * achter het getal staat is de notering een tussenstand en kan het zijn dat de notering niet overeenkomt met de uiteindelijke eindstand van de competitie.
Staat er een - dan is het seizoen nog bezig en is er geen definitieve uitslag bekend.
Staat er xx op de positie van de notering, dan heeft de club vroegtijdig de competitie verlaten. Dit kan onder andere komen door terugtrekking van het team, faillissement van de club of door een uitgedeelde straf van de KNVB. In veel gevallen staat elders in het artikel de reden vermeld.
Staat er een ? dan is het resultaat uit het verleden onbekend, en is alleen de competitie of het niveau bekend van dat seizoen.
In de seizoenen 2019/20 en 2020/21 werd wegens de coronacrisis het amateurvoetbal afgebroken. Daardoor kennen deze staven geen eindklassering (middels -- weergegeven).
- Competitieniveau en afdelingsletter of Officiële eindstand Eredivisie
  - Competitieniveau en afdelingsletter

Hierbij geeft het getal het niveau weer, dat ook terug te vinden is in de legenda. De letter is de afdelingsaanduiding en wordt gebruikt wanneer er meer afdelingen zijn op hetzelfde niveau. De afdelingsletter is altijd een hoofdletter en wordt meestal zonder nummer gebruikt.
Voorbeeld: 2F is niveau 2e klasse competitie F.
Het competitieniveau en nummer wordt niet vermeld wanneer er slechts één competitie van dit niveau was.
  - Officiële eindstand Eredivisie (getal staat tussen haakjes vermeld)

Sinds de introductie van play-offwedstrijden voor Europees voetbal na afloop van de reguliere competitie in 2005/06, is de KNVB verplicht een eindstand van de Eredivisie door te geven aan de UEFA aan de hand van deze play-offwedstrijden.
Bij deze eindstand staan clubs die zich hebben gekwalificeerd voor Europees voetbal hoger dan clubs die zich niet wisten te kwalificeren. Indien er geen verschil was tussen de eindnotering en de officiële eindstand, staat dit getal niet vermeld.

- Onderafdeling

Hier staat afgekort de naam van de onderafdeling indien de club in dat jaar in een onderafdeling uitkwam. Tevens staat deze afkorting in de legenda en wordt gelinkt naar het artikel over deze onderafdeling. Deze afkorting wordt alleen vermeld wanneer de club in het verleden in verschillende onderafdelingen heeft gespeeld. Deze vermelding is in de staaf altijd in kleine letters. Deze onderafdelingen zijn na het seizoen 1995/96 afgeschaft. Heeft de club in slechts één onderafdeling gespeeld, dan is dit alleen terug te vinden in de legenda.
Onder de staaf staat het jaartal vermeld waarin het seizoen is afgesloten. 15 verwijst naar het seizoen 2014/15 of eventueel het seizoen 1914/15.
Wanneer een staaf leeg is, zijn deze gegevens niet bekend. Het kan ook zijn dat de club dat seizoen niet heeft meegespeeld op het hogere amateurniveau, vroegtijdig de competitie heeft verlaten of uit de competitie is gezet.

In het seizoen 1944/45 was er wegens de Tweede Wereldoorlog geen regulier competitievoetbal.

### Wedstrijden tegen profclubs
In haar historie speelde Oirschot Vooruit enkele malen tegen eerste elftallen van professionele voetbalclubs. In 1971 speelde de club tegen FC Twente (0-12 verlies). In 1982 was de Eindhovense topclub PSV tegenstander (0-5 verlies). In de jaren '90 was Standard Luik de tegenstander op Sportpark Moorland (1-3 verlies) en in 2008 oefende Oirschot Vooruit tegen de profs van Feyenoord (1-9 verlies). De A-jeugd van PSV heeft ook gespeeld tegen het eerste team van Oirschot Vooruit en op een neutraal terrein speelde Oirschot Vooruit in 2009 tegen FC Eindhoven (12-0 verlies). In 1996 speelde het eerste elftal van Oirschot Vooruit om de KNVB Beker een wedstrijd in het stadion van NAC Breda tegen het tweede elftal van NAC Breda.

## Bekende (oud-)spelers
Oirschot Vooruit heeft diverse spelers gehad die speelden of spelen voor profclubs. Hieronder een lijstje met spelers met daarachter de profclubs waar men onder contract stond of staat.
- Rini Mettes (Willem II)
- Rob Wielaert (PSV, FC Den Bosch, NEC, FC Twente, Ajax, Roda JC, Melbourne City FC)
- Olivier Aertssen (Sparta Rotterdam, Ajax)
- Ad de Wert (PSV, Helmond Sport, Eindhoven)
- Ad van der Loo (Eindhoven)
- Dieke van Straten (FC Utrecht vrouwen)

VV Beerse Boys · De Bocht '80 · VV Oirschot Vooruit · Spoordonkse Boys